# Boba, Madžarska
Boba je vas na Madžarskem, ki upravno spada pod podregijo Celldömölki Železne županije.